# Effets du travail de nuit sur la santé humaine
 (octobre 2020).

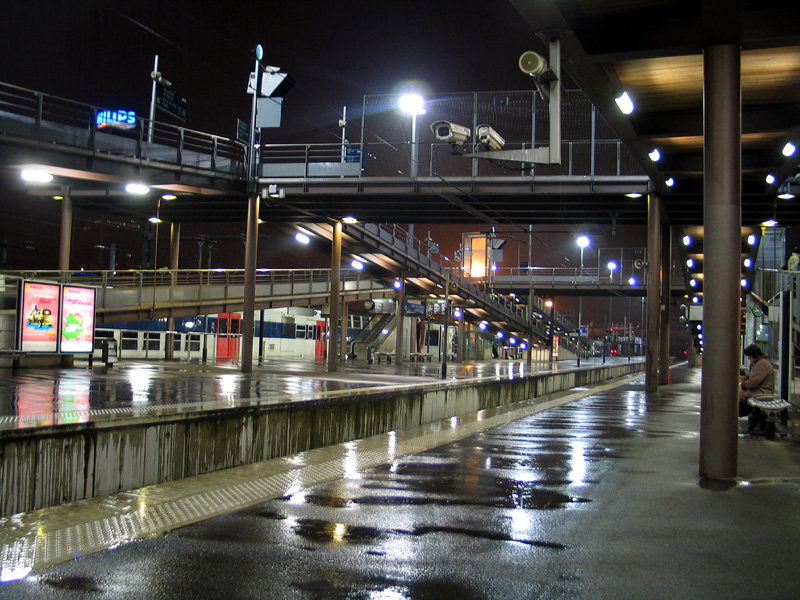
Station du RER B de nuit.

En ne travaillant pas à des heures normales de jour, plusieurs impacts négatifs du travail de nuit sur la santé humaine peuvent survenir, car cela perturbe les rythmes circadiens des humains. Ainsi, les travailleurs sont souvent amenés à dormir et à travailler à des heures auxquelles leur corps n’est pas préparé à le faire. De nombreuses conséquences résultent du travail posté et prennent plusieurs formes. Parmi elles, il est possible d’y retrouver des troubles d’alimentation et de sommeil et, à plus long terme, des problèmes plus sévères incluant une augmentation des risques de développer des maladies coronariennes et même le cancer du sein chez les femmes. De plus, ce type de travail interfère avec le rendement et l'efficacité au travail, entraînant parfois des erreurs et des accidents. Des difficultés à maintenir des relations normales tant au niveau familial que social sont aussi des conséquences du travail posté. 
Avec le développement parallèle du savoir scientifique, ce sujet est devenu prépondérant aux yeux des partisans de la chronobiologie. C’est d’ailleurs sous cette optique que des recherches concernant la relation entre le travail posté et les performances reliées au rythme circadien ont pris de l’ampleur. Ainsi, les chronobiologistes  ont pu remarquer qu’il y a effectivement une corrélation négative entre ces deux variables : plus une personne est impliquée dans un travail de nuit, plus elle est à la merci de perturbations concernant l’horloge biologique.

## Conséquences biologiques

### Mélatonine
La mélatonine, aussi appelée l’hormone de sommeil, est un repère pour le rythme circadien. En effet, le rythme de sécrétion de la mélatonine est considéré la meilleure représentation du chronométrage de l’horloge interne chez les humains.
La glande pinéale sécrète la mélatonine durant la nuit, soit entre 21h00 et 7h00, avec un pic marqué vers 4h00 (ceci est sujet à des variations individuelles importantes). Le pic de sécrétion de mélatonine est associé au nadir de la température corporelle, de la vigilance et de la performance. La mélatonine agit donc comme une main de l’horloge endogène. L’intensité et le spectre d’ondes de la lumière déterminent la sécrétion de la mélatonine. La libération de la mélatonine est maximalement supprimée à environ 1000-2000 lux de lumière (en comparaison, la lumière naturelle durant le jour peut atteindre plus de 100 000 lux). Malgré le manque d’évidence d’une relation causale, cette suppression est accompagnée d’une élévation de la vigilance et de la température corporelle. Ainsi, un travailleur de nuit dont l’horloge n’est pas adaptée sécrétera de la mélatonine lors de ses heures de travail ; en contraste, un travailleur de nuit avec une horloge adaptée secréterait la mélatonine durant les heures de la journée, mais ne serait pas adaptée lors des congés ou d’une rotation des heures de travail pour le jour.

### Ajustement du rythme circadien
Les types de travail postés les plus communs mentionnés plus haut, soit les quarts rotatifs et les quarts irréguliers, ne permettent pas une adaptation complète de l’horloge interne en raison de l’inertie que démontre ce système. À la suite d'un quart de travail durant la nuit, le retour à la maison cause une exposition subséquente à la lumière naturelle de début du jour. La courbe réponse-phase de la mélatonine démontre que l’exposition à la lumière à ce moment de la journée cause une avance de phase plutôt que le délai qui serait nécessaire à l’adaptation de l’horloge interne. Ceci, associé avec les indices sociaux du début de la journée, diminue l’adaptation circadienne. Lors de modifications brusques des indicateurs temporels, les changements dans l’horloge circadienne excèdent rarement 1-1,5 heure sans intervention supplémentaire. Pour les travailleurs de poste de nuit à court terme, des changements partiels dans l’horloge circadienne peuvent être remarqués.
L’effet sur l’horloge est aussi dépendante de la préférence diurne de la personne. Ainsi, les personnes avec préférence nocturne ont tendance à avoir des délais de phase tandis que les personnes avec préférence matinale ont des avances de phase. La découverte d’un polymorphisme dans le gène PER3, un gène d’horloge, a permis une association soit avec la préférence matinale (polymorphisme 5/5) et préférence nocturne (polymorphisme 4/4). Le manque de sommeil a été plus grand chez ceux de préférence matinale, qui ont une homéostasie de sommeil plus élevée que ceux de préférence nocturne. Les conséquences du manque de sommeil, mesuré par la performance, ont aussi été augmentées chez ceux de préférence matinale comparé à ceux de préférence nocturnes.
La plupart des travailleurs de nuit permanents ou à long terme n’adaptent pas leur horloge circadienne à leur horaire de travail. Dans une méta-analyse de six études, la mesure des niveaux de mélatonine chez les travailleurs posté a démontré que moins de 3 % avaient une adaptation circadienne complète (définie comme un niveau de base de mélatonine durant le quart de travail et un pic environ 2-3 heures après le début du sommeil) et moins de 25 % avaient un ajustement à un niveau qui conférerait un certain bénéfice (défini comme l’atteinte de l'un des deux critères ci-haut). La majorité des travailleurs de quart vont travailler durant leur nadir circadien et dormir durant la période d’éveil circadien, ce qui mène à des effets importants sur le sommeil.
Dans certains environnements inhabituels, l’ajustement du cycle circadien peut être plus rapide. Par exemple, dans un environnement isolé au pôle Sud, les membres du personnel faisant des quarts de travail de nuit durant 1 semaine en rotation manifestaient des cycles circadiens inversé par 10-12 heures, tel que mesuré par les niveaux de 6-sulfatoxymélatonine (métabolite de mélatonine) dans l’urine. Ceci serait secondaire au manque d’obligations sociales et familiales, au manque d’exposition naturelle de lumière extérieure, ainsi que les conditions nocturnes qui durent 3 mois en hiver. Ceci a aussi été observé dans des conditions isolées de travail dans les plateformes pétrolières de la mer du Nord.
L’adaptation de l’horloge circadienne dépendrait entre autres de la chronicité des activités nocturnes (soit de maintenir l’horaire de nuit même les journées de vacance) ainsi que la préférence diurne de la personne.

## Problèmes de santé
Le travail posté a été associé à de nombreuses complications de nature métabolique, cardiovasculaire, gastro-intestinale, reproductive, et oncologique.

### Habitudes alimentaires
L’heure des repas est une importante composante qui permet de synchroniser l’entièreté de l’horloge circadienne chez les humains. Or, les habitudes alimentaires d’une personne peuvent être perturbées lorsque celle-ci ne possède pas un horaire de travail fixe durant une semaine, particulièrement lorsque des quarts de nuit sont impliqués. Il a été proposé que les travailleurs de nuit ont de la difficulté à maintenir un horaire de repas normal. En effet, celui-ci entre en conflit avec les horloges régissant la faim, la soif et le métabolisme, qui sont typiquement de jour chez les humains. En plus, ces travailleurs ont souvent une mauvaise alimentation, comme une augmentation de la consommation de collations et de café. Il a d’ailleurs été rapporté par différentes études que chez 20 à 75 % d’entre eux cela entraîne des problèmes de digestion, d’absorption des nutriments, de sécrétion d’enzymes et de motilité des intestins. Ces derniers mènent à de la constipation, des brûlures d’estomac et parfois des troubles beaucoup plus graves, comme des ulcères, des coliques, des gastrites chroniques, et bien d’autres. Des études récentes semblent établir la prévalence de l’obésité chez les travailleurs de nuit par rapport à ceux de jour, soit de 15,7 %.

### Sommeil
Le raccourcissement de la durée du sommeil pris durant le jour chez les travailleurs de quart est un phénomène bien connu. Plusieurs études ont démontré que les troubles de sommeil sont une des plaintes majeures des travailleurs de quart. Le sommeil durant la journée après un quart de travail de nuit est d’environ 2 à 4 heures plus court que le sommeil de nuit. Le raccourcissement du sommeil provient surtout du stade 2 et du sommeil paradoxal. Une augmentation subjective et objective de la somnolence au travail a été noté lors des quarts de travail de nuit, ainsi que des épisodes de sommeil durant le travail,,.
Selon des études menées sur des employées détenant des horaires atypiques, ces derniers peuvent favoriser des troubles de sommeil tels que l’insomnie et le sommeil excessif,. Les troubles de sommeil observés peuvent être expliqués physiologiquement par la désynchronisation des horloges endogènes. Le cycle travail-repos est perturbé, de sorte qu’il ne concorde plus avec celui de la température corporelle qui s’adapte plus lentement aux changements d’horaire. Cette relation se trouve inversée, causant de la fatigue lors des heures de travail ainsi qu’une phase d’augmentation de la température qui cause un réveil prématuré lors du repos. De plus, ce cycle travail-repos modifié entre en conflit avec le cycle sommeil-éveil endogène, de sorte qu’au moment de dormir (le jour), le corps est en fait en préparation pour débuter une nouvelle journée, ce qui cause des troubles de sommeil. Certes, les causes physiologiques sont importantes, mais il y a également des causes externes menant à une période de sommeil de mauvaise qualité. Travailler de nuit implique que la période de sommeil est faite durant le jour, ce qui n’est pas optimal, à cause des conditions environnantes défavorables. En effet, les bruits extérieurs, comme les voitures et les enfants, font en sorte que le risque d’être réveillé est plus grand et qu’il est plus difficile de se rendormir une fois réveillé. Toutes ces causes entraînent une diminution du temps de sommeil, causant dès lors une réduction de la proportion des stades 4 et paradoxal (SP) du cycle de sommeil, ainsi qu’une augmentation du nombre de réveils. Dans un cycle normal, il y a une augmentation de la fréquence du SP vers la fin, cependant si le temps de sommeil est réduit, la fréquence du stade SP diminue. Cela est nuisible pour l’organisme, car c’est durant cette phase que le corps récupère de la fatigue physique subie durant la journée.

### Maladies coronariennes
Une association entre le travail posté et les maladies coronariennes, les infarctus du myocarde et les évènements cérébrovasculaires ischémiques a été démontré,,. En effet, l’allongement de la durée du travail par quart serait associé à des risques plus élevés de coronaropathie, comparativement à celles n'ayant jamais fait de travail de nuit. De plus, les femmes ayant effectué plus de 5 ans de travail de nuit ont un risque de coronaropathie plus élevée. Il a été rapporté qu’il y a une augmentation de 12 %, 19 % et 27 % du risque de coronaropathie pour des femmes ayant effectué moins de 5 ans, de 5 à 9 ans, et plus de 10 ans de travail de nuit respectivement. Ce type de travail aurait tendance à augmenter le risque de coronaropathie, chez la femme, et ce, particulièrement chez les infirmières,. Le travail posté a aussi été associé à une augmentation de la tension artérielle, avec un effet plus prononcé que l’âge ou l’indice de masse corporelle.

### Diabète
Le travail posté est un facteur de risque pour le développement de la résistance à l’insuline et du diabète de type 2, en relation avec l’indice de masse corporelle ,,. Une étude faite sur 17 adultes comparant la sensibilité à l’insuline après quatre jours de travail de nuit simulé a démontré une réduction dans la tolérance au glucose et la sensibilité à l’insuline. La sensibilité de l’insuline suit une variation diurne avec un nadir durant la nuit. L’enzyme qui régule les niveaux de triacylglycérol, soit la lipoprotéine lipase, est activée par l’insuline. Ainsi, il a été trouvé que la consommation de repas durant la nuit mène à un niveau de triacylglycérol et une glycémie postprandiale plus élevée par rapport au jour.

### Cancer du sein
Le travail de quart qui perturbe le cycle circadien serait probablement carcinogène, avec des études ayant démontré un lien modeste avec le cancer du seins. Une méta-analyse a confirmé ces données, notant une augmentation de risque de cancer du sein de 32 % chez les femmes. Une exposition à la lumière artificielle durant la nuit, et ce, à long terme, serait associée au risque de développer un cancer du sein,,,,. Une méta-analyse a confirmé ces données, notant une augmentation de risque de cancer du sein de 32 % chez les femmes. Plusieurs études menées auprès de femmes travaillant en permanence la nuit ou en rotation durant la nuit, telles que des infirmières, ont rapporté que leur risque était plus élevé que chez celles travaillant exclusivement de jour,. Les infirmières étaient un groupe particulièrement vulnérable, avec une augmentation de 58 %. Celui-ci s'accentue considérablement lorsque le nombre d’années de travail de nuit augmente,,. À vrai dire, les chercheurs ont conclu que ce risque est relié à une diminution de mélatonine sécrétée par la glande pinéale,,,, dont le niveau est normalement à son maximum vers 1 à 2 heure du matin. Dû à leur exposition à la lumière lors de leur quart de travail de nuit, elles sont incapables d’atteindre le niveau maximal de mélatonine,. Or, la production de cette substance semblerait réduire l’incidence, la propagation et le développement de tumeurs qui peuvent mener à un cancer du sein,. Même si plusieurs études ont trouvé des liens entre le travail de nuit et le cancer du sein, il serait préférable de faire davantage de recherches afin de démontrer s'il y a bel et bien une relation réunissant ces deux éléments,,,.

### Stress
Le travail posté est une cause importante de stress, celui-ci affecte la santé physique et morale du salarié. Les causes de ce stress sont multiples, en effet, cela peut être dû par exemple à une surcharge de travail, à une impossibilité de promotion ou encore à un manque de reconnaissance du travail bien fait. Les effets du stress peuvent avoir un impact sur notre organisme, en effet, nous pouvons être victime de maux de tête, de maux d'estomac, de fatigue, de douleurs musculaire ou encore d'une augmentation de la fréquence cardiaque. Les symptômes dû au stress peuvent être également d'ordre émotionnels tel que l'angoisse, la nervosité ou encore une sensation de mal-être. Des symptômes intellectuels sont aussi remarquable comme par exemple une perturbation de la concentration. Un stress élevé peut également engendrer des troubles psychologiques tel que l'anxiété, la dépression ou encore le burn-out.

## Conséquences sociales

### Impact sur habitudes de vie
La diète des travailleurs de quart présente certaines altérations, avec un taux plus élevé de gras saturés, et une quantité diminuée de gras polyinsaturés, de fibres et de micronutriments essentiels. Les horaires de repas étaient plus erratiques, avec des collations multiples qui remplaçaient les repas durant les quarts de nuit. Les changements d’heures de prise de nourriture à court-terme peuvent affecter les performances cognitives ainsi que l’humeur.
Le travail de nuit serait aussi associé à une prévalence de tabagisme plus élevé ainsi qu’un risque plus élevé de commencer à fumer,.

### Vie familiale et sociale
Le travail posté peut perturber certains aspects de la vie familiale, tel la planification d’activités ainsi que la garde d’enfants. Une étude s’intéressant à la qualité de vie a démontré qu’elle était moindre chez les travailleurs de nuit, car ceux-ci considéraient qu’ils passaient peu de temps avec leur famille et leurs amis,. D’ailleurs, ces derniers jugeaient ne pas s’adonner suffisamment à leurs loisirs limitant par le fait même leur épanouissement personnel,. En effet, travailler de nuit nuisait à leur vie sociale et domestique,,, parce que leur horaire ne concordait pas avec celui de leurs proches ,,,. Une étude portant sur des infirmières travaillant la nuit a établi que 82 % d’entre elles ne possédaient pas un horaire coïncidant avec celui de leur partenaire. Certains chercheurs ont conclu que les personnes travaillant de nuit ont en effet davantage de difficultés à remplir leurs devoirs conjugaux, alors que d’autres ont établi qu’il est possible de constater une certaine aliénation sociale chez celles-ci ,,.
Étant donné que le travail posté inclut fréquemment des quarts de travail durant la fin de semaine, ceci peut créer des complications surtout pour la garde d’enfants. En revanche, le travail posté pourrait aussi faciliter la garde d’enfants dans certains familles, en assurant un parent disponible les matins pour la routine matinale lors des journées d’école, ainsi que pour s’occuper des enfants durant le soir, après l’école. Dans une enquête sociale sur l’emploi de temps sur 24 heures chez les canadiens de 19 à 64 ans qui travaillaient à temps plein, les travailleurs de nuit passaient davantage de temps avec les enfants, soit environ 30 minutes de plus que les travailleurs de jour, et moins de temps avec leur conjoint, soit environ 1 heure de moins que les travailleurs de jour. Ceci suggère que le travail de nuit constitue une façon de partager la garde des enfants entre les parents.

### Incidents et accidents de travail
Chez les travailleurs à horaires variables, le manque de sommeil et la fatigue intense entraînent une désynchronisation de leur horloge circadienne. Ainsi, plusieurs facteurs en relation avec le manque de sommeil peuvent engendrer des baisses de vigilances et de performances, ce qui résulte souvent en des erreurs ou des accidents de travail. Cependant, les nombreuses études sur ce sujet sont controversées: Langlois et al (1985) a pu prouver qu’il y avait bel et bien plus d’accidents la nuit, Costa et al (1978) a cependant établi qu’il y avait plus d’accidents le jour, alors que Wanat (1962) a démontré qu’il y en avait plus le jour, mais de plus sérieuses la nuit. Par exemple, dans un milieu hospitalier, les infirmières de nuits ayant un quart de travail rotationnel avaient plus de perturbation et manque de sommeil que les infirmières de jour ou soir. Ceci a été lié à deux fois plus d’accidents de voiture pendant leur trajet d’aller-retour, ainsi que plus d’erreurs au travail.
Chez les résidents en médecine, des quarts de travail prolongés pourraient affecter négativement la performance médicale et chirurgicale. Lors d’une comparaison entre l’horaire traditionnelle (qui incluait des quarts de plus de 30 heures de façon routinière) avec un horaire qui limitait les quarts de travail à 16 heures maximum, il y a eu significativement plus d’erreurs médicales  sérieuses (incluant des erreurs de diagnostic et de médicaments) dans l’horaire traditionnelle.
Le contrôle temporal de la performance cognitive dépend de l’action combinée de trois processus : l’horloge circadienne, les conditions homéostatiques et l’inertie présente au réveil. Lorsqu’une personne a un horaire de travail normal, impliquant des heures de sommeil normales, tous ces processus sont alignés et coordonnés. Or, lors de quarts de travail à toutes heures de la journée, un désalignement se produit et entraîne de la fatigue extrême et des déficits au niveau cognitif, ce qui semble nuire à la qualité de l’exécution du travail .
Des liens avec la somnolence induit par le travail posté ont aussi été trouvés au niveau des accidents industriels et en aviation, incluant des méga-accidents tels la catastrophe nucléaire de Tchernobyl et le déversement pétrolier Exxon-Valdez.

## Préventions et solutions possibles
Il existe quelques recommandations afin de bien vivre les effets de ce travail posté. En effet, il faut essayer de garder une bonne hygiène de vie. Ainsi, il faut donc essayer de manger léger, il est déconseillé de fumer ainsi que de boire de l'alcool et une activité sportive est conseillée durant les heures creuses. Il faut également avoir une bonne qualité de sommeil durant la journée, autrement dit, fermer les volets et éteindre le téléphone afin de ne pas altérer le sommeil. Une sieste de 20 minutes l'après-midi est également recommandée. Enfin il est aussi important de garder un contact social suffisant tel que par exemple passer du temps en famille.
Un horaire de sommeil stable qui peut être poursuivi même les journées de congé est important pour l’ajustement du rythme circadien. D’autres stratégies utilisés pour gérer le travail posté incluent des méthodes pour améliorer le sommeil ou pour améliorer la vigilance. Pour améliorer le sommeil journalier, une saine hygiène du sommeil (contrôle de la lumière, du bruit et de la température) serait à préconiser. Par la suite, l’utilisation des agents hypnotiques, de la mélatonine (qui agirait comme un zeitgeber), ainsi que de la thérapie comportementale peut être considéré, Pour améliorer la vigilance durant la nuit, les stratégies thérapeutiques incluent des siestes avant les quarts de travail, la caféine, et des agents médicamenteux tel le modafinil.
Par ailleurs, des stratégies de synchronisation de l’horloge circadienne peuvent être utilisés. Ceci implique l’exposition à la lumière d’une intensité et composition spectrale appropriée. L’exposition lumineuse durant la première moitié de la nuit biologique va induire des délais de rythme, tandis que l’exposition durant la deuxième moitié de la nuit induirait des avances de rythme . Des lunettes qui bloquent la lumière peuvent être utilisés durant le matin (entre 6H00-11H00) afin de limiter l’exposition à la lumière naturelle. Étant donné que la lumière environnante est une influence externe en matière de gestion de l’horloge biologique, les chronobiologistes ont fait remarquer que la luminothérapie est une manière de contrer les problèmes enchaînés par le travail posté, plus particulièrement pour les personnes psychologiquement affectées par ce dernier. D’ailleurs, l’apport de la lumière permet la sécrétion de la mélatonine à des taux réguliers. Ainsi, la luminothérapie permet de contrer la dépression et la schizophrénie. De plus, selon des recherches poussées à ce sujet, la luminothérapie procure moins d’effets secondaires que les médicaments dédiés pour les problèmes mentaux causés par le travail posté,.
Par ailleurs, un supplément de mélatonine peut remplacer le rôle de la glande pinéale dont l’activité n’est complètement déclenchée que lorsqu’elle est exposée à la lumière environnante, absente durant la nuit,.